# Corneliu Robe
Corneliu Robe (n. 23 mai 1908, București, România – d. 4 ianuarie 1969, București, România) a fost un fotbalist român, care a jucat în echipa națională de fotbal a României la Campionatul Mondial de Fotbal din 1930 (Uruguay). Corneliu Robe s-a retras din activitatea sportivă în 1937.